# Čejetičky
Čejetičky je část města Mladá Boleslav v okrese Mladá Boleslav. Nacházejí se na jihozápadě Mladé Boleslavi, po obou stranách řeky Jizery.
Čejetičky leží v katastrálních územích Mladá Boleslav o výměře 11,54 km² a Čejetice u Mladé Boleslavi o výměře 5,6 km².

## Popis
Nachází se zde na pravém břehu Jizery mladoboleslavské hlavní nádraží, mlékárna a bývalý cukrovar, na levém břehu Jizery poblíž jezu památkově chráněný zámek Neuberk a nad ním zaniklý hrad Rácov. Na levém břehu se stojí také průmyslový areál Na Pískách a čtvrť a rekreační středisko Sahara. Částí plochy zasahuje do Čejetiček též mladoboleslavské letiště. Na pravém břehu Jizery směrem k Vinci se nachází památkově chráněné hradiště V Chobotech.
Čejetičkami vede po Nádražní a Vinecké ulici silnice III/2591 a stýkají se zde železniční tratě 070, 064, 071 a 076. V minulosti procházela Čejetičkami silnice I/10, později přečíslovaná na II/610.

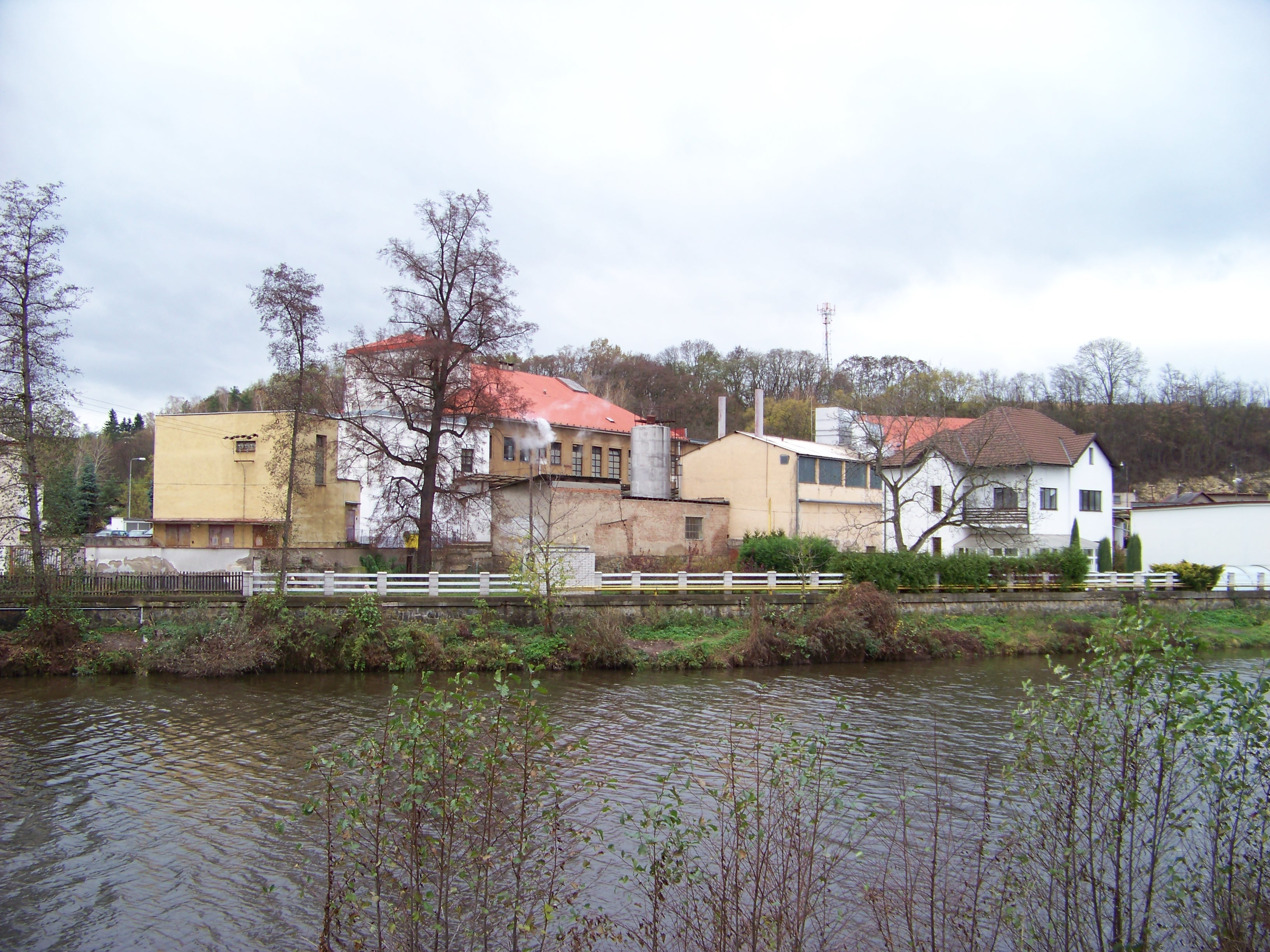
Mlékárna Čejetičky (Mlada), pohled přes Jizeru
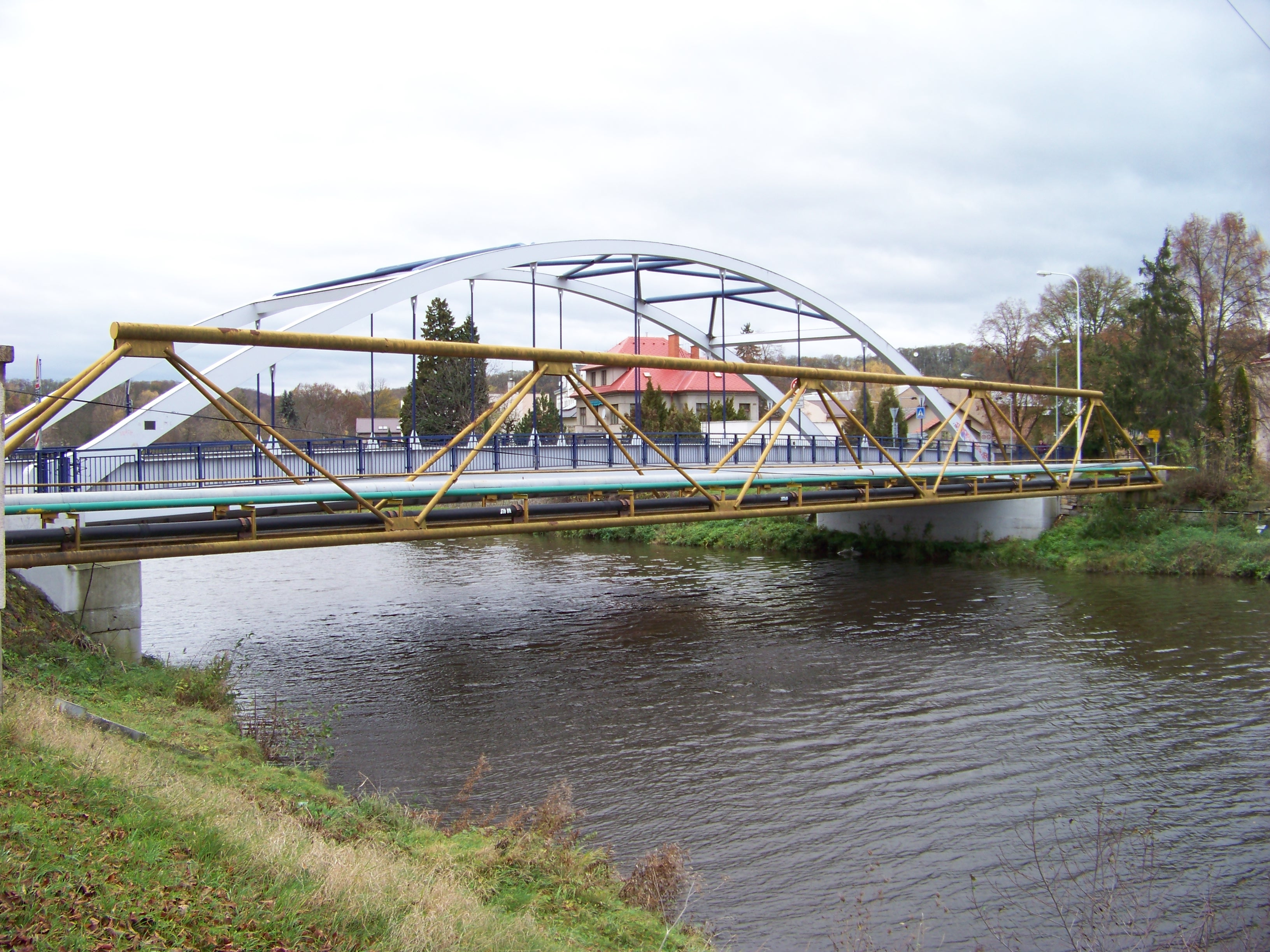
Potrubní a silniční most přes Jizeru
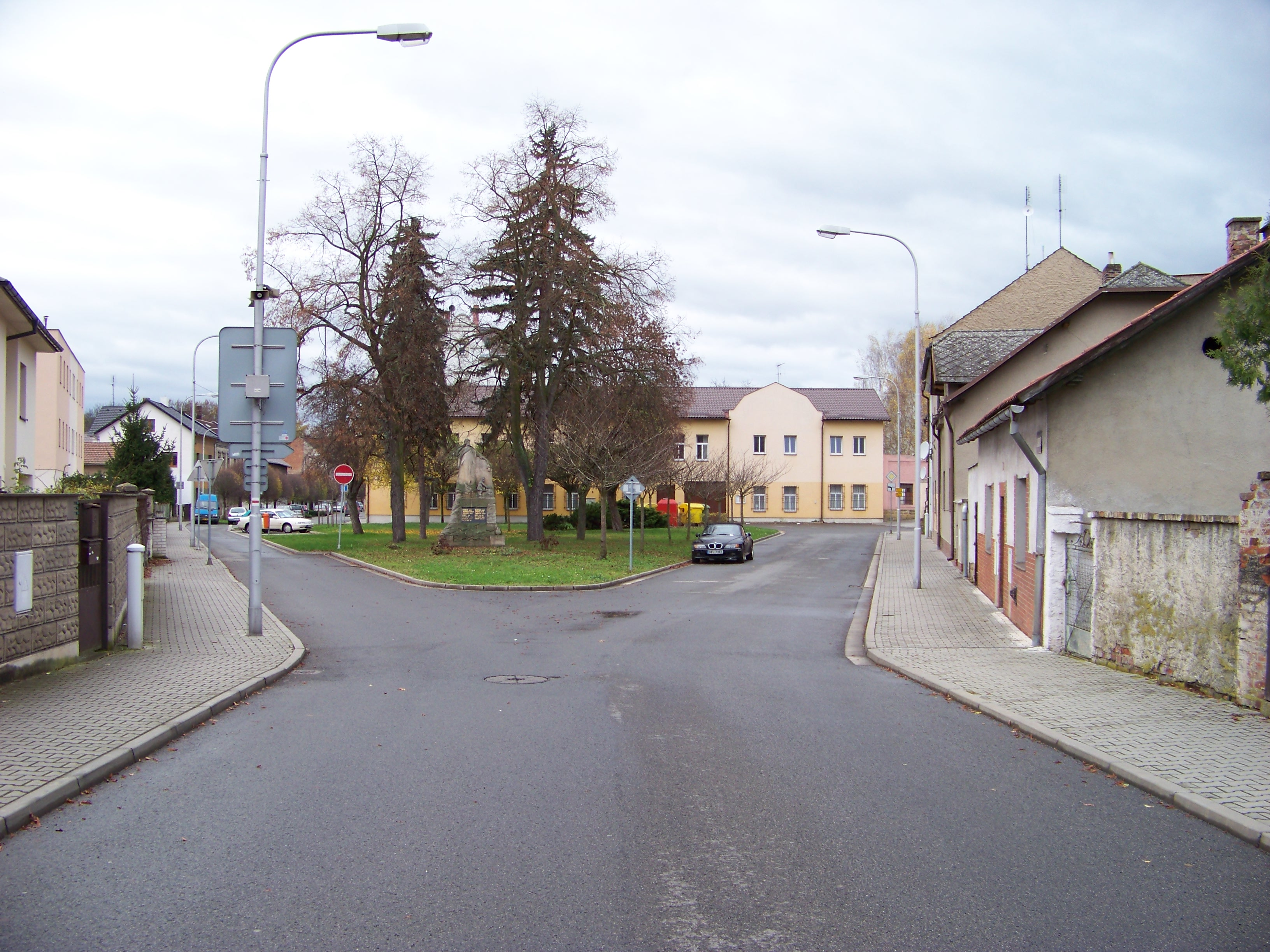
Náves v ulici U cukrovaru
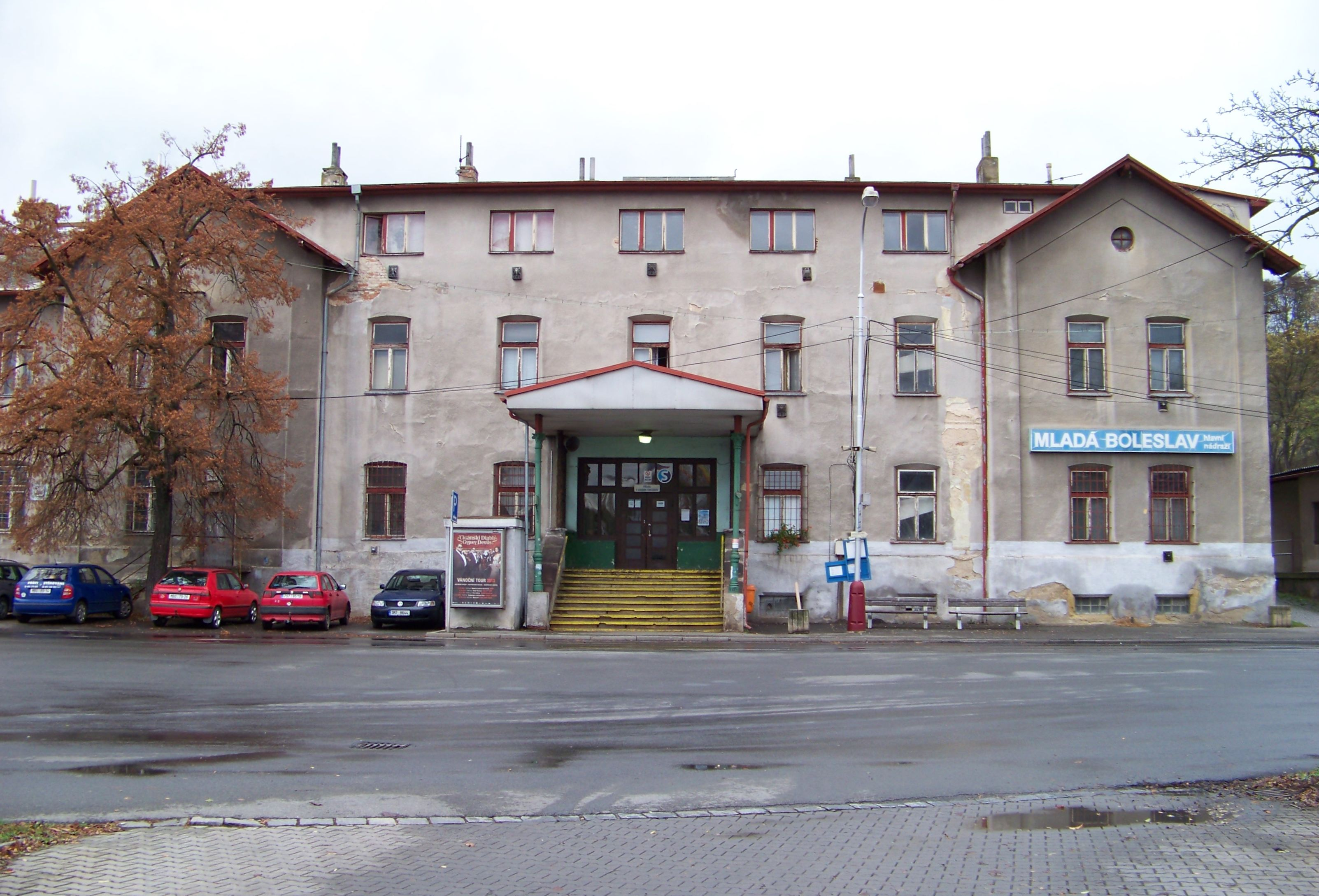
Hlavní nádraží

## Rodáci
- Jan Norbert rytíř z Neuberka (1796–1859), Nejvyšší zemský písař Království českého, český šlechtic, národní buditel, sběratel umění, spoluzakladatel a mecenáš Národního muzea v Praze.
- Jaroslav Panáček [3](1908–1992), regionální historik, archivář a učitel v České Lípě
- Bohumír Liška (1914–1990), dirigent a hudební pedagog